# Minnetonka
Minnetonka ist eine Stadt im Hennepin County im US-Bundesstaat Minnesota. Sie liegt rund 13 Kilometer westlich von Minneapolis und St. Paul in der Metropolregion der Twin Cities und hat 53.781 Einwohner (Volkszählung 2020).

## Geografie
Minnetonka ist ein Vorort der Großstädte Minneapolis und St. Paul im Mittleren Westen der Vereinigten Staaten. Das Stadtgebiet umfasst einen kleinen Teil des östlichen Lake Minnetonka, einen der größten Seen in Minnesota. Über den Minnehaha Creek fließt dieser durch Minnetonka ab und mündet bei den Minnehaha Falls in Minneapolis in den Mississippi River. Nach Angaben des United States Census Bureau beträgt die Fläche der Stadt 73,1 Quadratkilometer, davon sind 2,9 Quadratkilometer Wasserflächen.

## Geschichte
Zu den ersten Siedlern im Gebiet des heutigen Minnetonka gehören die Ojibwa und Dakota-Indianer. Erste Aufzeichnungen europäischstämmiger Erforscher stammen aus dem Jahr 1822, als Fort Snelling erbaut wurde und Erforschungen vom Minnehaha Creek bis hin zum Lake Minnetonka unternommen wurden. Mit der Treaty of Traverse des Sioux gingen die Gebiete in den Besitz der Vereinigten Staaten über. Die erste Volkszählung aus dem Jahre 1857 beschreibt 41 Haushalte in der Minnetonka Township. Bedeutend für die weitere Entwicklung war die Holzwirtschaft mit den Sägemühlen am Minnehaha Creek.
1956 wurden Minnetonka die Stadtrechte verliehen.

### Bevölkerungsentwicklung
| 1970   | 1980   | 1990   | 2000   | 2010   | 2020   |
| ------ | ------ | ------ | ------ | ------ | ------ |
| 35.776 | 38.683 | 48.370 | 51.301 | 49.734 | 53.781 |

## Demografische Daten
Nach der Volkszählung im Jahr 2000 leben in Minnetonka 51.301 Menschen in 21.393 Haushalten und 14.097 Familien. Ethnisch betrachtet setzt sich die Bevölkerung aus 94,4 Prozent weißer Bevölkerung, 2,3 Prozent asiatischen Amerikanern, 1,5 Prozent Afroamerikanern sowie kleineren Minderheiten zusammen.
In 29,1 % der 21.393 Haushalte leben Kinder unter 18 Jahren, in 56,6 % leben verheiratete Ehepaare, in 6,8 % leben weibliche Singles und 34,1 % sind keine familiären Haushalte. 27,3 % aller Haushalte bestehen ausschließlich aus einer einzelnen Person und in 9,3 % leben Alleinstehende über 65 Jahre. Die durchschnittliche Haushaltsgröße liegt bei 2,37 Personen, die von Familien bei 2,92.
Auf die gesamte Stadt bezogen setzt sich die Bevölkerung zusammen aus 23,1 % Einwohnern unter 18 Jahren, 6,0 % zwischen 18 und 24 Jahren, 28,5 % zwischen 25 und 44 Jahren, 28,4 % zwischen 45 und 64 Jahren und 14,0 % über 65 Jahren. Der Median beträgt 41 Jahre. Etwa 52,1 % der Bevölkerung ist weiblich.
Der Median des Einkommens eines Haushaltes beträgt 69.979 USD, der einer Familie 85.437 USD. Das Pro-Kopf-Einkommen liegt bei 40.410 USD. Etwa 2,6 % der Bevölkerung und 1,5 % der Familien leben unterhalb der Armutsgrenze.

## Wirtschaft und Verkehr
Mit dem Futter- und Nahrungsmittelunternehmen Cargill (weltweit 142.000 Beschäftigte) und dem Versicherungsunternehmen UnitedHealth (rund 55.000 Beschäftigte) sowie Polaroid haben drei bedeutende Unternehmen ihren Hauptsitz in Minnetonka.
Durch Minnetonka verläuft in Nord-Süd-Richtung der Interstate 494, der ein Zubringer zum Interstate 94 ist und südwärts Minnetonka mit dem Interstate 35-W verbindet und am Flughafen Minneapolis-Saint Paul vorbeiführt. Der Interstate 394 führt ostwärts aus der Stadt nach Minneapolis und endet ebenfalls am Interstate 94.

## Söhne und Töchter der Stadt
- Dave Snuggerud (* 1966), Eishockeyspieler
- Eric Dalen (* 1972), Basketballschiedsrichter
- Becky Lavelle (* 1974), Triathletin
- Andrew Erickson (* 1976), Biathlet
- Jack Hillen (* 1986), Eishockeyspieler
- Jimmy Schuldt (* 1995), Eishockeyspieler